# Воронцов Микола Миколайович
Воронцов Микола Миколайович (1934—2000) — один з найвідоміших біологів-еволюціоністів радянської доби, морфолог, теріолог.

## Біографічні деталі
Коріння за материнською лінією з України: мати народилася в Одесі у 1900 році. Проте Микола вже був народжений в Москві.
У дитячі роки і до 1941 р. знімався в кіно, під ім'ям «Коля Вертмиллер».
Закінчив школу екстерном у 1950 р.
У віці 16 років поступив на біологічний факультет Московського університету, який закінчив з відзнакою у 1955 році. Спеціалізувався по кафедрі зоології хребетних.
У 1955 році створив сім'ю з Єленою Ляпуновою (дочка відомого кібернетика Олексія Ляпунова), з нею виховав двох дочок — Марію (1957 р.н.) та Дарію (1971 р.н.).
Після навчання в МДУ поїхав до Ленінграду, де поступив до аспірантури при ЗІН (Зоологічному інституті АН СРСР) — центральній і найвідомішій зоологічній установі СРСР. 1963 року захистив кандидатську дисертацію.
У 1964—1971 працював у Новосибірську, як вчений секретар з біологічних наук Президії СО АН СРСР і одночасно як старший науковий співробітник Лабораторії генетики популяцій Інституту цитології та генетики СВ АН СРСР.
Згодом, протягом 1971—1977 років, працював на Далекому сході, у Владивостоці. Тут він був директором Біолого-ґрунтового інституту (БПІ) Далекосхідного наукового центру (ДВНЦ) АН СРСР (1971—1973) та завідувачем відділу еволюційної біології і лабораторії еволюційної зоології і генетики в цьому самому інституті (нині, з 22/08/2016 [Архівовано 1 грудня 2017 у Wayback Machine.] — «Федеральний науковий центр біорізноманіття наземної біоти Східної Азії», або стисло — «ФНЦ Біорізноманіття»).
Після того переїхав до Москви, де до кінця життя працював в Інституті біології розвитку РАН (Москва), де керував групою цитогенетики у складі Лабораторії проф. Олексія Яблокова.

## Наукові доробки
Кандидатську дисертацію захистив 1963 року за темою «Шляхи еволюційної спеціалізації та еволюції харчової системи у деяких переважно мишовидих гризунів»). Доктор біологічних наук з 1967 р., після захисту дисертації «Еволюція нижчих хом'якових (Cricetidae)».
Найвідомішими досягненнями Миколи Воронцова є розробка синтетичної торії еволюції, повна ревізія систематики і біології родини хом'якових світової фауни, розвиток цитогенетичних досліджень, формування школи таксономістів та еволюціоністів, що вивчають еволюційну диференціацію близьких видів ссавців.

## Громадська діяльність
У період Перебудови, в самому її кінці, був
- Головою Державного комітету СРСР з охорони природи: 3 серпня 1989 — 1 березня 1991 року,
- Міністром природокористування та охорони навколишнього середовища СРСР: 1 березня — 28 серпня 1991 року (в.о. до 26.11.1991),
- депутатом Держдуми РФ.

Відомою була й його співпраця з природоохоронними організаціями, зокрема й Грінпіс, під час рейду яких в районі островів Тихоокеонії, на яких велися випробовування ядерної зброї, його було заарештовано, проте скоро звільнено.

## Колеги та учні
Однією з найвідоміших спільних розробок Миколи Миколайовича з колегами є цикл розробок, пов'язаних з еволюційним вченням, що стало підсумком співпраці з Миколою Тимофєєвим-Ресовським та Олексієм Яблоковим.
Серед найближчих колег та учнів Миколи Миколайовича — Єлена Ляпунова, Кіра Коробіцина, Любов Фрісман, Ірина Картавцева, Володимир Корабльов, Геннадій Боєскоров, Ірина Баклушинська, Михайло Ахвердян, Ігор Загороднюк.

## Зв'язки з Україною
Неодноразово бував в Україні, як в експедиціях (зокрема при вивченні сліпаків) та роботі з колекціями (зокрема в зоологічному відділі ННПМ, на той час — Зоологічному музеї АН УРСР), так і з лекціями про актуальні проблеми еволюційної біології, які читав в Київському університеті та в Інституті зоології АН УРСР. Серед найвідоміших його лекцій були «Синтетична теорія еволюції: постулати та невирішені питання», «Макромутації у гольдшмітівській популяції».
Активно співпрацював з теріологами Академії наук України. Пишався тим, що в систематиці однієї з найскладніших для розуміння еволюції груп гризунів — сліпакових (Spalacidae) — ним (разом з його учнями) та київськими палеонтологами (докторська дисертація проф. Вадима Топачевського) отримано принципово подібні результати, і генетичні дані збіглися з результатами палеотеріологічних реконструкцій (публікації 1968—1972 рр.). Наприкінці 1991 року Микола Миколайович виступив в ролі керівника дисертації свого українського учня — Ігоря Загороднюка, що була присвячена ревізії видів-двійників полівок і захищена в Інституті зоології АН України.